# Xã Miller, Quận Douglas, Missouri
Xã Miller (tiếng Anh: Miller Township) là một xã thuộc quận Douglas, tiểu bang Missouri, Hoa Kỳ. Năm 2010, dân số của xã này là 716 người.